# Folkeafstemningen på Island om samfundstjeneste 1916
Folkeafstemningen på Island om samfundstjeneste 1916 blev afholdt på Island den 21. oktober 1916. Vælgerne blev spurgt, om de kunne godkendte indførelsen af obligatorisk samfundstjeneste. Det blev afvist af 91,8% af vælgerne.

## Resultat
| Folkeafstemningen på Island om samfundstjeneste 1916 |         |        |
| Valg                                                 | Stemmer | %      |
| Nej                                                  | 11,313  | 91.8   |
| Ja                                                   | 1,016   | 8.2    |
| Gyldige stemmer                                      | -       | -      |
| Ugyldige og blanke stemmer                           | 1,776   | -      |
| Totale stemmer                                       | 14,105  | 100,00 |
| Registrerede vælgere og deltagelse                   | 28,529  | 49.4   |
| Kilde: Nohlen & Stöver                               |         |        |